# Hite (Iraque)
Hite (em árabe: هيت‎; romaniz.: Hīt) é uma cidade iraquiana na província de Ambar. Fica a noroeste de Ramadi, a capital provincial. O centro da cidade está localizado a uma altitude de 65 metros acima do nível do mar. A população em 2012 era de 34.320 habitantes.
No rio Eufrates, é uma pequena cidade murada construída em dois montes no local da antiga cidade de Asiópolis; poços de betume em sua periferia têm sido utilizados há pelo menos 3.000 anos e foram usados na construção da Babilônia. Há em Hit um mercado de produtos agrícolas e oleodutos para o Mar Mediterrâneo que atravessa o Eufrates. Foi o ponto mais distante de navegação no rio antes do declínio no tráfego fluvial.